# Галавотто
Галавотто (італ. Galavotto) — село (італ. curazia) в республіці Сан-Марино. Адміністративно належить до муніципалітету К'єзануова. Розташоване в північно-східній частині муніципалітету.